# جونغ إن صن
جونغ إن صن (بالكورية: 정인선)‏ هي ممثلة كورية جنوبية. ولدت يوم 25 أبريل 1991 في غويانغ في كوريا الجنوبية.

## روابط خارجية
- جونغ إن صن على موقع IMDb (الإنجليزية)
- جونغ إن صن على موقع قاعدة بيانات الفيلم (الإنجليزية)
- جونغ إن صن على موقع كينوبويسك (الروسية)